# (1975) Pikelner
(1975) Pikelner (1969 PH) ist ein Asteroid des Hauptgürtels, der am 11. August 1969 von der russischen Astronomin Ljudmila Iwanowna Tschernych im Krim-Observatorium entdeckt wurde.
Der Asteroid wurde nach dem sowjetischen Astronomen  Solomon Borissowitsch Pikelner benannt.